# Projektmitarbeiter
Projektmitarbeiter sind wissenschaftliche oder künstlerische Mitarbeiter an staatlichen österreichischen Universitäten, deren Aufgabe primär die Durchführung eines Forschungsprojekts ist. Die Bezeichnung stammt nicht aus Universitätsgesetz 2002 sondern aus dem Kollektivvertrag für die Arbeitnehmer der österreichischen Universitäten, der für die staatlichen Universitäten Geltung hat.
Von anderen wissenschaftlichen Universitätsbediensteten unterscheiden sich Projektmitarbeiter gemäß § 28 darin, dass ihre Stellen von Dritten, also nicht aus Eigenmitteln der Universitäten, finanziert werden. In der Regel werden Projektmitarbeiter mit der Durchführung eines eingeworbenen Drittmittelprojekts (Forschungsförderung) beauftragt. Solche Projekte können von einer Vielzahl von öffentlichen und privaten Fördergebern finanziert werden. Zu den für Österreich bedeutendsten zählen der Fonds zur Förderung der wissenschaftlichen Forschung, der Europäische Forschungsrat und im Bereich der angewandten Forschung auch die Österreichische Forschungsförderungsgesellschaft. Da sich Forschungsprojekte sowohl in Bezug auf die gewährte Fördersumme, ihren Inhalt und ihre Zeitdauer stark voneinander unterscheiden, haben auch die einzelnen Stellen sehr unterschiedlichen Charakter. In großen, mehrjährigen Forschungsprojekten werden häufig Doktoranden, die in diesem Rahmen oft eine Dissertation verfassen, sowie Postdocs beschäftigt. Besonders letztere fungieren häufig auch als Leiter der jeweiligen Projekte.
Mit der anwachsenden Bedeutung von kompetitiv eingeworbenen Geldern für die Universitätenfinanzierung wächst auch die Zahl der Projektmitarbeiter an den öffentlichen Universitäten. An der Universität Wien stellten sie 2019 über 21 % des wissenschaftlichen Personals, an der Universität Innsbruck im Jahr 2020 sogar 25,5 %.